# あすかホール
あすかホールは兵庫県太子町にあるホール。正式名は太子町立文化会館。1993年に開館した。大ホール壁面はクラシック音楽専用コンサートホールに見られるような木製で、ステージには劇場に見られるプロセニアムが設けられている多目的ホールである。緞帳には「贈 東芝」の表記がある。2021年4月1日より同太子町内に本社を構える丸尾建築がネーミングライツ権を取得し「丸尾建築あすかホール」となった。
同じ敷地内に中庭を囲んで当ホールと太子町立歴史資料館、太子町立図書館がある。

## 施設

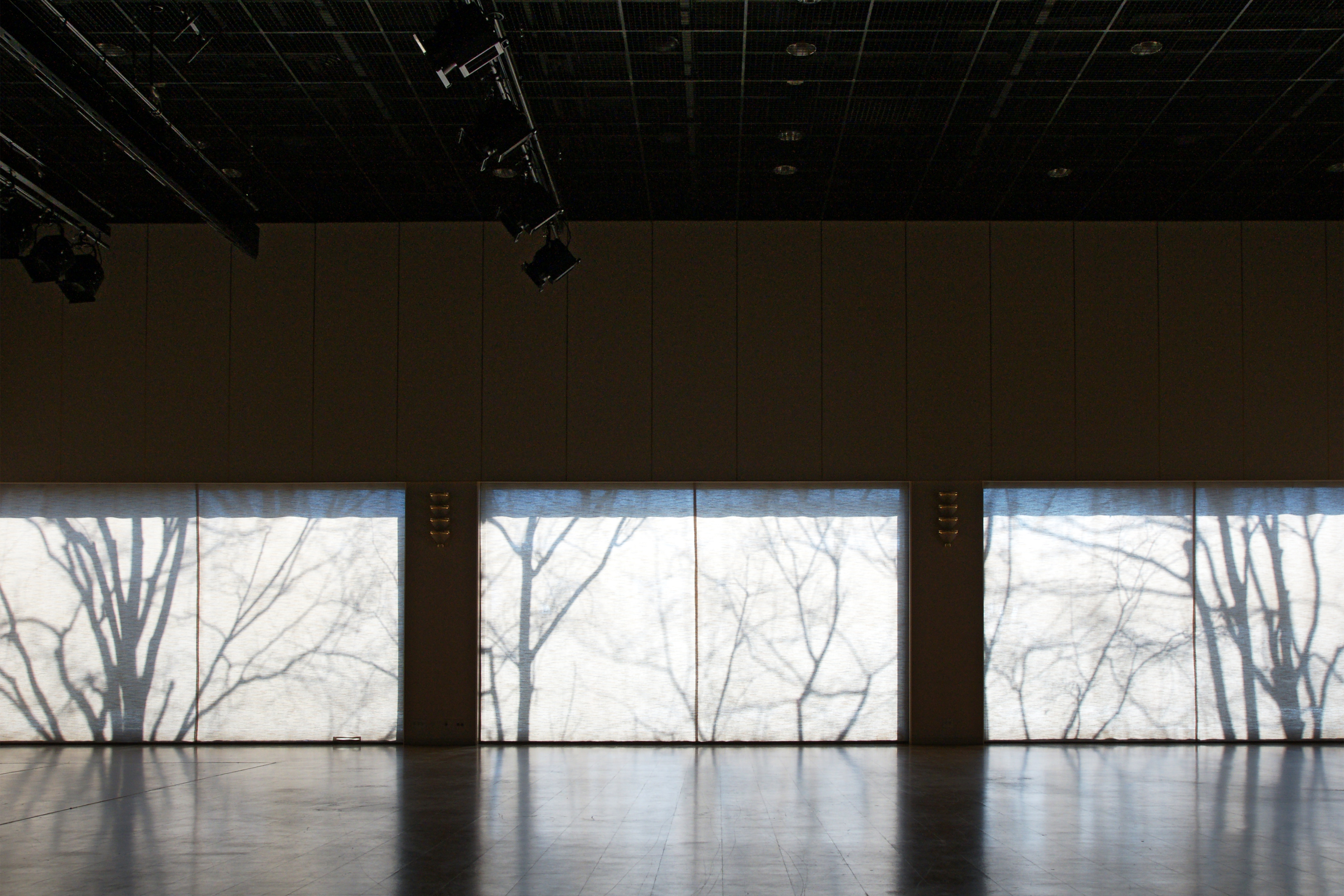
大ホール
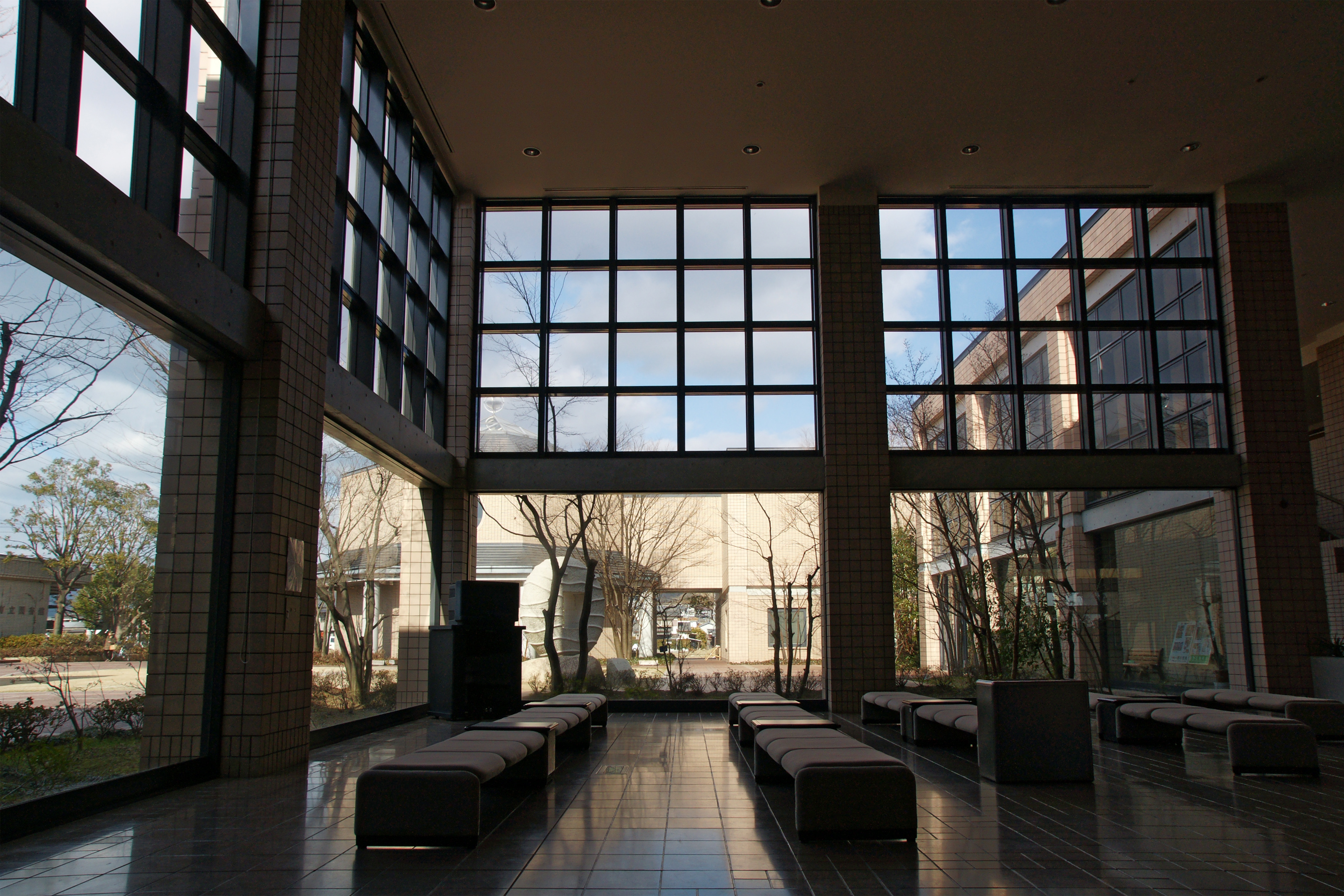
エントランスロビー
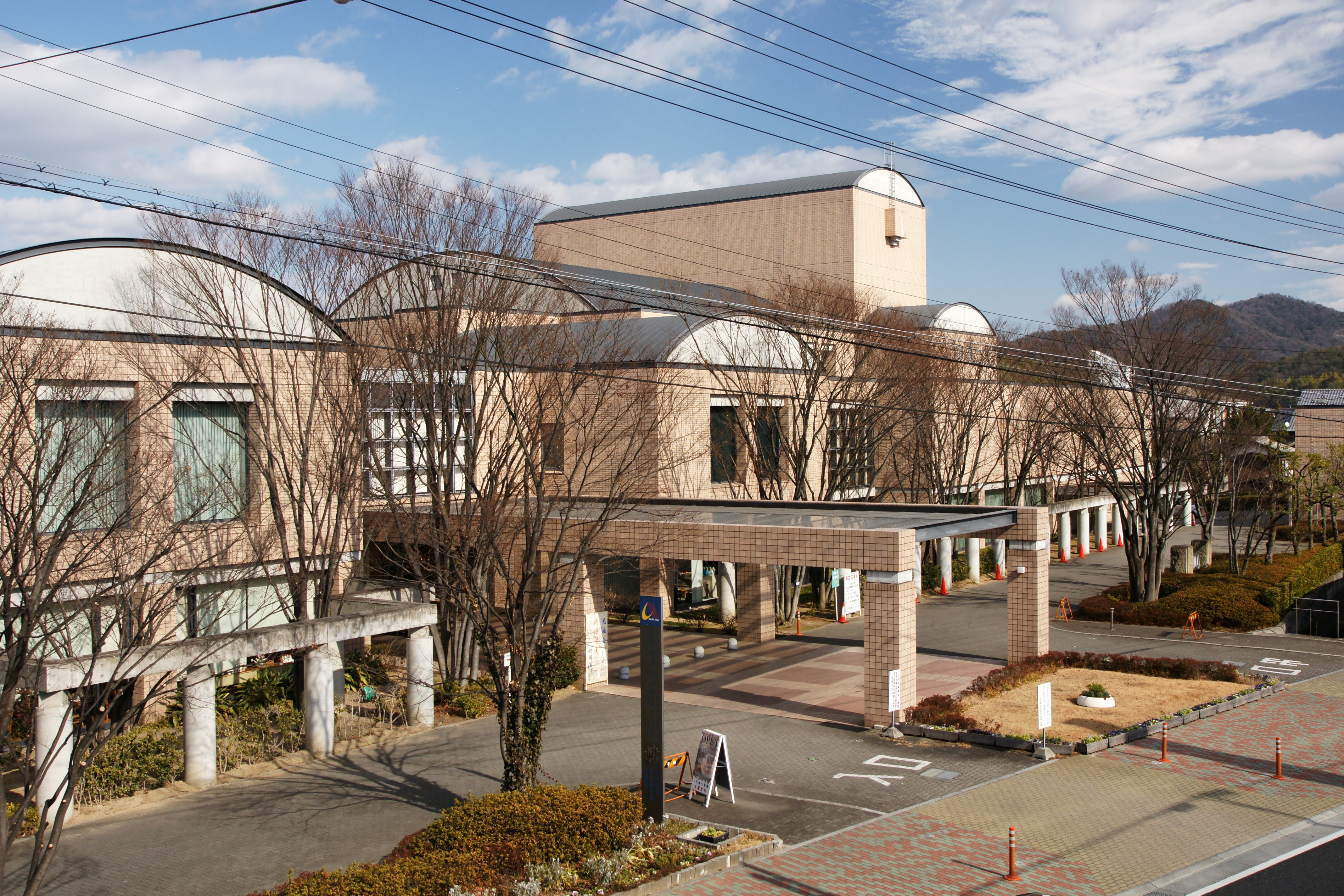
外観
  - 客席 - 800席（固定席788、移動席12）
  - プロセニアム - 間口16.9m、高さ7.0m、奥行12.0m
  - シューボックス - 間口22.2m、高さ8.0m~12.0m、奥行 12.0m
- 中ホール
  - 客席 - 300席
  - 面積 - 約324平方メートル
- 楽屋 - 5室（洋室3、和室2）
- ・ミニシアター（座席84）
- 会議室（面積72平方メートル）
- 研修室1・2（面積67平方メートル）
- 和室1・2（面積20平方メートル）
- 茶室（面積9平方メートル）
- 創作室（花と緑の相談所）

- 中ホール
- エントランスロビー
- 外観

## 建築概要
- 設計 - 安井建築設計事務所
- 竣工 - 1993年
- 構造 - RC、S-4
- 延床面積 - 6,382平方メートル
- 所在地 - 〒671-1561 兵庫県揖保郡太子町鵤1310-1

## 交通アクセス
- JR神戸線 網干駅 徒歩20分

### バス路線
神姫バス
「あすかホール前」停留所（2022年4月新設）
- 38・39系統
  - 姫路駅（北口）行 / 龍野行

ウイング神姫
「鵤」停留所（西へ約300メートル）
- 50・55系統
  - 網干駅・山陽網干駅・ダイセル行 / 龍野・山崎行

## 周辺
- 斑鳩寺